# Fear of the Dark
Fear of the Dark – dziewiąty studyjny album heavymetalowego zespołu Iron Maiden, wydany 12 maja 1992. Ostatnia płyta z wokalistą Bruce'em Dickinsonem, przed jego 8-letnim rozstaniem z zespołem.
Album zawiera aż 12 utworów, co było największą liczbą ścieżek spośród wcześniejszych wydawnictw jednopłytowych zespołu. Największą popularność zdobyły piosenki: „Be Quick or Be Dead” (otwierająca album) i „From Here to Eternity”, które wydano na singlach (trzeci SP z Fear of the Dark to „Wasting Love”).
Według danych z kwietnia 2002 roku album sprzedał się w nakładzie 402 929 egzemplarzy na terenie Stanów Zjednoczonych. Album Fear of the Dark został sklasyfikowany na 8. pozycji (obok takich albumów jak Dirt Alice in Chains, Countdown to Extinction Megadeth czy Images and Words Dream Theater) w zestawieniu magazynu „Guitar World” na najlepszy album 1992 roku. W epoce album był najlepiej notowanym wydawnictwem w historii grupy, docierając (po raz trzeci w karierze) do pozycji 1 w Wielkiej Brytanii i Europie oraz 8 w USA.
W Polsce nagrania uzyskały certyfikat złotej płyty.

## Lista utworów
1. „Be Quick or Be Dead” (Dickinson, Gers) – 3:24
2. „From Here to Eternity” (Harris) – 3:38
3. „Afraid to Shoot Strangers” (Harris) – 6:56
4. „Fear Is the Key” (Dickinson, Gers) – 5:35
5. „Childhood's End” (Harris) – 4:40
6. „Wasting Love” (Dickinson, Gers) – 5:50
7. „The Fugitive” (Harris) – 4:54
8. „Chains of Misery” (Dickinson, Murray) – 3:37
9. „The Apparition” (Gers, Harris) – 3:54
10. „Judas Be My Guide” (Dickinson, Murray) – 3:08
11. „Weekend Warrior” (Gers, Harris) – 5:39
12. „Fear of the Dark” (Harris) – 7:16

## Wykonawcy
- Bruce Dickinson – śpiew
- Dave Murray – gitara elektryczna
- Janick Gers – gitara elektryczna
- Steve Harris – gitara basowa
- Nicko McBrain – perkusja